# Stacy Arthur
Stacy Leigh Arthur (Naperville, Illinois; 4 de junio de 1968-5 de abril de 2019) fue una modelo y actriz estadounidense. Fue escogida Playmate del Mes para la revista Playboy en enero de 1991.  Además de su desnudo pictórico y del desplegable en aquel número, Arthur apareció en la portada, llevando una banda al estilo de los concursos de belleza que decía "Miss Enero 1991". Continuó trabajando para Playboy, apareciendo en numerosos vídeos de Playboy.
Arthur fue también Mrs. Ohio para el concurso de belleza Mrs. America 1990.
El marido de Arthur, Jim, fue víctima de un asesinato-suicidio por un seguidor llamado James Lindberg poco después de la aparición de Stacy en Playboy.
Arthur y su marido, James Arthur, tenían tres hijos de matrimonios anteriores y ella falleció en 2019 tras una breve enfermedad.